# 高信太郎
高 信太郎（こう しんたろう、1944年9月19日 - ）は、日本の漫画家、芸能評論家、タレント。愛知県蒲郡市出身。本名は高橋信夫。血液型はB型。
公認候補者として所属した自由連合では文化局長を務めた。

## 人物
1944年、左官の家に生まれる。県立蒲郡高校在学中の1962年に兎月書房より貸本単行本『ゆり子の窓から』で漫画家デビュー。当時のペンネームは高原信也だった。卒業後は家業を継ぐ意志が無かったことから上京して印刷会社へ勤務。後にあすなひろしのアシスタントを務めた。
ナンセンス系の作品を執筆して、1980年前後にマニア層からの強い支持を得る。
その一方で演芸に対する造詣の深さを買われて、テレビのバラエティ番組にアドバイザーとして関わり、自身もコメンテーターとして出演する機会が多かった。著書『ビートたけしの賞味期限』に記述している通り、初期のビートたけしのブレーン役を担ったが後に切り捨てられた。
芸能人との個人的な付き合いが多いが、小林信彦の著書『天才伝説 横山やすし』はやすしの滞在先のホテルに居合わせた高の酔態を（小林が酔っ払いを嫌う為に）手厳しい描写で記している。やすしに酒をせびる酔っぱらいとして描かれたが実際の高は酒席の勘定は全て自分で持つ金払いの良い人物であった。主宰していた野球チーム「ハイボーズ」（無名時代の伊集院静、ビートたけしが在籍）の打ち上げは高の自腹だった。
韓国文化に興味を抱き、韓国に関する著書も多数刊行している。
1998年、第18回参議院議員通常選挙で自由連合公認で東京都選挙区より出馬するが定数4に対して、第10位で落選。2000年、第42回衆議院議員総選挙で東京都第3区より出馬するが定数1に対して、第7位で落選している。以後も自由連合のサイト上で1コマ漫画と4コマ漫画を掲載した。
徳田毅の自民党入党に伴い、自由連合が政党要件を失ったのに前後して、綿貫民輔・亀井静香ら郵政民営化法案に反対。自民党を離党した議員が結成した国民新党へ移籍した。後に国民新党のサイト上で4コマ漫画『ふざけるな! 喝!』を不定期で掲載した。

## 作風
4コマ漫画と数ページ程度のギャグ漫画が大部分を占める。長編・大作の類はない。
作風としては駄洒落とパロディが中心で特に駄洒落には異常なまでにこだわりがあり、大半の作品が駄洒落で出来ていると言える程である。
博識でSFに造詣が深く、パロディ作品も多い。『スター・ウォーズ』のパロディに「ゲターウォーズ」（下駄の国にクーツ・ベーラーを先頭に靴の国が侵略する）「アホのヨーダはかく語りき」（アホースの使い手である老師ヨーダがその使い方について、弟子のルーク・スカイアホカーに語る）などがある。若い読者層には理解が困難と思われる日本の古典芸能（特に落語）などもよくネタにする。
1980年に刊行した『幻想の明治』は唯一の非ギャグ作品集で、明治に起った不思議な出来事をそのまま漫画にした異色作である。

## 師匠
- 春風亭柳昇 - 落語家。高自身も「春風亭蛾昇」（しゅんぷうてい がしょう）の芸名を持つ。
- 都筑道夫 - 推理作家。

## 備考
オールナイトニッポン（ニッポン放送）のパーソナリティを務めていたが短期間で降板。同番組の最短パーソナリティとして長らく記録保持者であった。この記録はL⇔Rが後に更新（マンスリーパーソナリティとして担当したが2回で降板）したが、これも局側の方針であって聴取率の低迷が原因ではない。

## 著作
- 怪人二重面相（1972年）青林堂
- 日本チャンバラ伝（1976年）青林堂
- 元禄大変記（1977年）奇想天外社
- 漫画日本むつかし話（1979年）奇想天外社
- ぜんぶ冗談（1979年）立風書房
- ヨッ!夢先案内人（1979年）立風書房
- 幻想の明治（1980年）けいせい出版
- 起承転外（1982年）奇想天外社
- 高信のクソップ物語（1982年）立風書房
- そして誰も見なくなった（1982年）三一書房
- 頭痛にコーシン（1987年）青林堂
- イヤー・優勝だ!オブ・ザ・中日ドラゴンズ 高信太郎,横田順弥共著（1988年）大陸書房
- コーシンの風雲芸人帳（1988年）たる出版
- 高信太郎のまんがドラゴンズ倶楽部（1989年）名古屋テレビ
- 超日本むつかし話（1992年）講談社
- おもろい韓国人（1994年）こーりん社
- もっとおもろい韓国人（1995年）こーりん社
- まんがハングル入門--笑っておぼえる韓国語（1995年）光文社　のち知恵の森文庫 2009/6/11
- ビートたけしの賞味期限（1996年）恒友出版
- マンガで韓国語がしゃべれる（1997年）光文社
- マンガ傑作落語大全 ウソとマコトの巻（1998年）講談社
- マンガ傑作落語大全 イキとヤボの巻 （1998年）講談社
- とっさのひとこと韓国語（1998年）光文社
- まんが中国語入門（1999年）光文社
- 誰も言わなかった韓国人のホンネの裏側（2002年）青春出版社
- 超簡単まんがハングル（2002年）光文社
- マンガ落語大全笑う門には福きたる（2003年）講談社　のち講談社＋α文庫　2013/8/30
- マンガ落語大全まずはここから（2003年）講談社　のち講談社＋α文庫　2013/9/27
- ひっそり始める「禁煙」実践ガイド（2003年）角川書店
- 超簡単まんが中国語（2003年）光文社
- まんが漢字でハングル（2004年）光文社
- マンガちょっとHな江戸の小噺200（2004年）講談社
- マンガよりぬき江戸川柳（2005年）講談社
- 3日で丸覚え！マンガ「百人一首」（2006年）講談社　のち講談社＋α文庫　2013/9/27
- マンガ落語大全横町の事情（2007年）講談社　のち講談社＋α文庫　2013/8/23
- マンガ落語大全鰻の幇間（2009年）講談社　のち講談社＋α文庫 2013/11/29
- 笑韓でいきましょう 2015/5/20 悟空出版